# Hrafnhildur Lúthersdóttir
Hrafnhildur Lúthersdóttir (ur. 2 sierpnia 1991 w Reykjavíku) – islandzka pływaczka, specjalizująca się w stylu klasycznym, zmiennym i dowolnym.
Wystartowała na igrzyskach olimpijskich w Londynie (2012) w wyścigu na 200 m żabką (28. miejsce) oraz w sztafecie 4 × 100 m stylem zmiennym (15. miejsce).
Hrafnhildur Lúthersdóttir jest aktualną rekordzistką Islandii na dystansie 100 m stylem klasycznym.